# Zaxid.net
Zaxid.net ist eine seit dem 4. Mai 2007 in Lemberg veröffentlichte populäre ukrainische galizische Online-Zeitung.
Gegründet wurde die erste Onlinezeitung Lembergs im Kontext der Auflösung des ukrainischen Parlaments von Präsident Wiktor Janukowytsch im April 2007 und die anstehende neue Parlamentswahl in der Ukraine 2007. Sie ergänzt die bereits sieben Jahre zuvor von dem zeitweilig in Lemberg lebenden Heorhij Gongadse gegründete Kiewer Online-Zeitung Ukrajinska Prawda mit Beiträgen vor allem aus der Westukraine.
In zurzeit neun Hauptrubriken – Lemberg, Gesellschaft, Wirtschaft, IQ, Kultur, Welt, Sport, Foto, Preise – veröffentlichen neben allgemeinen Nachrichten Experten nicht nur Lembergs regelmäßig ihre Beiträge in Artikeln und gelegentlich auch in Blogs.
Insbesondere dem Euromaidan 2013/14 und dem anschließenden Krieges in der Ostukraine wurden zahlreiche Artikel gewidmet, die gelegentlich auch auf Deutsch in den Ukraine-Nachrichten (Online-Zeitung) erschienen. Aufgrund der Nachrichten und insbesondere durch die Artikel und Blogs ist Zaxid.net neben der später entstandenen zweiten Lemberger Online-Zeitschrift Zbruč ein wichtiges Medienportal für das Leben in der Westukraine und darüber hinaus.
Zu den wichtigen regelmäßigen, zumeist aus Lemberg stammenden Autoren zählen unter anderem Historiker wie Jaroslaw Hrytsak, Oksana Kis, Wassyl Rassewytsch, Kulturakteure wie Taras Wozniak, Myroslaw Marynowytsch, Schriftsteller wie Andrij Bondar, Tymofij Hawryliw.
Zachid.net erscheint unter der Leitung des Chefredakteurs Wassyl Rassewytsch (seit 2011) und ist Teil der Media-Holding des Lemberger Bürgermeisters Andrij Sadowyj: Gründer waren die Teleradiokompania Lux und deren Generaldirektor Roman Andrejko.
Inzwischen gehört zur Zeitschrift auch das Fernsehprogramm Zaxid.net TV.